# کوک-جار (شهرستان علم‌الدین)
کوک-جار (به لاتین: Kök-Jar) یک منطقهٔ مسکونی در قرقیزستان است که در شهرستان علم‌الدین واقع شده‌است. کوک-جار ۷٬۳۵۰ نفر جمعیت دارد.